# Ileana Beltrán
Ileana Benita Beltrán Zulueta (ur. 24 maja 1971 w Hawanie) – kubańska judoczka. Dwukrotna olimpijka. Zajęła dziewiąte miejsce w Barcelonie 1992 i Atlantcie 1996. Walczyła w wadze półśredniej.
Brązowa medalistka mistrzostw świata w 1993, piąta w 1995, siódma w 1991; uczestniczka zawodów w 1989. Startowała w Pucharze Świata w latach 1991, 1992, 1995 i 1996. Triumfatorka igrzysk panamerykańskich w 1991 i 1995. Wicemistrzyni igrzysk Ameryki Środkowej i Karaibów w 1993. Wygrała mistrzostwa panamerykańskie w 1990, 1992 i 1994. Trzecia na uniwersjadzie w 1995 roku.

## Letnie Igrzyska Olimpijskie 1992
| Konkurencja | Eliminacje                  | Eliminacje                      | Repasaże                    | Repasaże                 | Klas. końcowa |
| Konkurencja | Przeciwnik I                | Przeciwnik II                   | Przeciwnik I                | Przeciwnik II            | Miejsce       |
| ----------- | --------------------------- | ------------------------------- | --------------------------- | ------------------------ | ------------- |
| 61 kg       | Michelle Buckingham (CAN) Z | Catherine Fleury-Vachon (FRA) P | Debbie Warren-Jeans (ZIM) Z | Xiomara Griffith (VEN) P | 9.            |

## Letnie Igrzyska Olimpijskie 1996
| Konkurencja | Eliminacje        | Repasaże                    | Repasaże             | Klas. końcowa |
| Konkurencja | Przeciwnik I      | Przeciwnik I                | Przeciwnik II        | Miejsce       |
| ----------- | ----------------- | --------------------------- | -------------------- | ------------- |
| 61 kg       | Jenny Gal (NED) P | Michelle Buckingham (CAN) Z | Sara Álvarez (ESP) P | 9.            |